# Іван Федорович Шпонька та його тітонька
«Іван Федорович Шпонька та його тітонька» — незакінчена повість Миколи Васильовича Гоголя. Вперше надрукована у 1832 році у другій книжці «Вечір на хуторі біля Диканьки». Рукопис повісті невідомий.
«Іван Федорович Шпонька та його тітонька» за своїм реалістичним характером, вже багато в чому близькому до найзріліших творів Гоголя, стоїть особняком серед інших повістей «Вечорів на хуторі біля Диканьки». Ця обставина дозволяє стверджувати, що написана вона могла бути пізніше за весь цикл українських повістей. Тому найімовірнішим часом написання «Шпоньки» вважають кінець 1831 року  (31 січня 1832 р.). датований цензурний дозвіл другої частини «Вечорів».

## Сюжет
Іван Федорович Шпонька, дрібний дворянин і відставний поручик, вже 4 роки проживає на своєму хуторі Витрибеньки. До цього він служив у П*** піхотному полку. Під час служби він отримав звістку про смерть своєї матері, опіку над його маєтком взяла тітка. Тим часом Іван Федорович отримав звання підпоручика і 4 роки по цій події отримав листа від своєї тітоньки, яка запрошує його приїхати на хутір.
Тиждень потому він подав у відставку і вирушив додому у Гадяч. Через два тижні дороги Іван Федорович зупинився у корчмі, де зустрів свого сусіда Григорія Григорієвича Сторченка з хутора Хортище. Той наполягає приїхати до нього у гості. Шпонька погоджується і їде додому. Після довгої дороги Іван Федорович нарешті бачить рідний хутір і хату під очеретом, де тепер живе його тітка. Шпонька обживається на своєму хуторі і з того часу про нього ходить слава як про великого хазяїна. Одного разу тітонька захотіла поговорити з небожем про справу, яка вже давно її турбує...
Виявляється, сусідній хутір Хортище раніше належав коханцю матері Івана Федоровича — Степану Кузьмичу, який залишив сусіднє село у спадок Шпоньці. Запис на маєток вкрав Григорій Сторченко. Тітка радить племіннику поїхати до сусіда. Іван Федорович приїжджає до Сторченка, гостя зустрічають пишним обідом, але виявляється, що у Григорія немає запису. Тітка вирішує сама приїхати до Сторченка. Тим часом, коли вона розмовляє з дружиною Григорія Григорієвича, Шпонька ніяковіє перед білокурою Машенькою. Після приїзду додому, тітка дає знати, що Івану пора створити власну сім'ю, чого він аж ніяк ще не хоче. Повість обривається на страшному сні Івана Федоровича, після якого він у холодному поті прокидається, тим часом як у тітоньки дозрів новий замисел.  